# Вишневський Олександр Олександрович
Вишне́вський Олекса́ндр Олекса́ндрович (рос. Вишневский Александр Александрович; 24 травня 1906 — 19 листопада 1975) — видатний радянський військовий хірург, академік АМН СРСР (1957), генерал-полковник медичної служби (1963). Герой Соціалістичної Праці (1966).

## Біографія
Народився 24 травня 1906 року в місті Казань, Російська імперія (нині — Республіка Татарстан) в родині російського хірурга Олександра Васильовича Вишневського. Росіянин. Член КПРС з 1950 року.
У 1929 році закінчив медичний факультет Казанського університету, викладав у ньому.
У 1931–1933 роках викладав у Військово-медичній академії РСЧА, займався науковою і клінічною діяльністю.
З 1933 року — науковий співробітник, з 1939 року — керівник хірургічного відділення Всесоюзного інституту експериментальної медицини (ВІЕМ). У 1939 році як хірург-консультант 1-ї армійської групи брав участь у боях з японськими мілітаристами на річці Халхин-Гол. Учасник радянсько-фінської війни 1939–1940 років.
Протягом 1940–1941 років — професор кафедри військово-польової хірургії Центрального інституту удосконалення лікарів (ЦІУЛ).
Учасник німецько-радянської війни з 1941 року: армійський хірург, головний хірург Волховського і Карельського фронтів. Під час радянсько-японської війни генерал-майор медичної служби О. О. Вишневський обіймав посаду головного хірурга 1-го Далекосхідного фронту.
По закінченні війни — головний хірург Приморського і Московського військових округів.
У 1947–1948 роках — заступник директора, а з 1948 року й до кінця життя — директор Науково-дослідного інституту хірургії імені А. В. Вишневського. Одночасно з 1956 року — головний хірург Міністерства оборони СРСР. Розробляючи проблеми військово-польової хірургії, проводив важливі дослідження зі знеболювання, вів значну роботу в галузі хірургії легенів, серця і судин, компенсації порушених функцій органів і систем. Займався питаннями застосування кібернетики, електроніки та використання лазерів і полімерів у хірургії. У 1953 році вперше в світі здійснив операцію на серці під місцевою анестезією. У 1957 здійснив першу в СРСР успішну операцію на «відкритому серці» із застосуванням апарату штучного кровообігу радянського виробництва.
Обирався депутатом Верховної Ради РРФСР 6-8-го скликань.
Мешкав у Москві, де й помер 19 листопада 1975 року. Похований на Новодівочому цвинтарі.

## Нагороди і почесні звання
Указом Президії Верховної Ради СРСР від 23 травня 1966 року за видатний внесок у розвиток радянської медицини та з нагоди 60-річчя з дня народження, генерал-полковникові медичної служби Вишневському Олександру Олександровичу присвоєне звання Героя Соціалістичної Праці з врученням ордена Леніна й золотої медалі «Серп і Молот».
Нагороджений трьома орденами Леніна, чотирма орденами Червоного Прапора (07.07.1942, 11.11.1944, 08.09.1945, …), двома орденами Вітчизняної війни 1-го ступеня (18.03.1943, 20.03.1944), двома орденами Червоної Зірки, орденом «За службу Батьківщині в Збройних Силах СРСР» 3-го ступеня, медалями й іноземними нагородами.
Лауреат Ленінської премії (1960), Державної премії СРСР (1970), міжнародної премії імені Леріша (1955). Заслужений діяч науки РРФСР (1956).

## Твори
- Избранные работы по хирургии и пограничным областям. т. 1-2. — М., 1970.
- Дневник хирурга. Великая Отечественная война 1941–1945 гг. Вид. 2-е. — М., 1970.